# Tessiner Soldatendenkmal

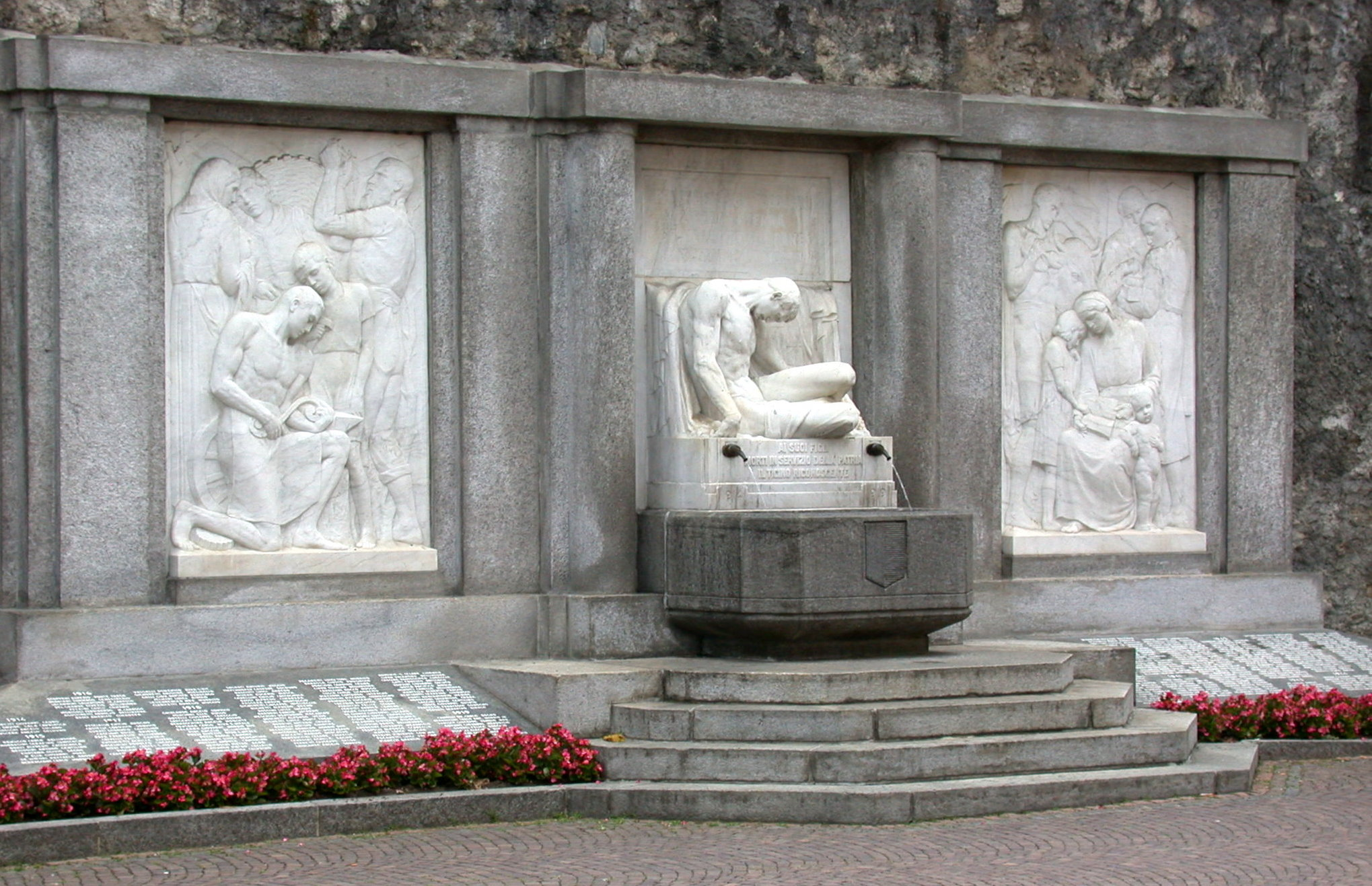
Das Soldatendenkmal (2009)

Das Tessiner Soldatendenkmal (italienisch Monumento ai Militi, auch Monumento ai Caduti) ist eine Gedenkstätte in Bellinzona im Schweizer Kanton Tessin, die an die Tessiner Soldaten erinnert, die während des Ersten und Zweiten Weltkriegs im Aktivdienst gestorben sind. Es wurde in zwei Etappen 1920 und 1948 von Apollonio Pessina erschaffen.

## Geschichte

### Gedenkbrunnen nach dem Ersten Weltkrieg

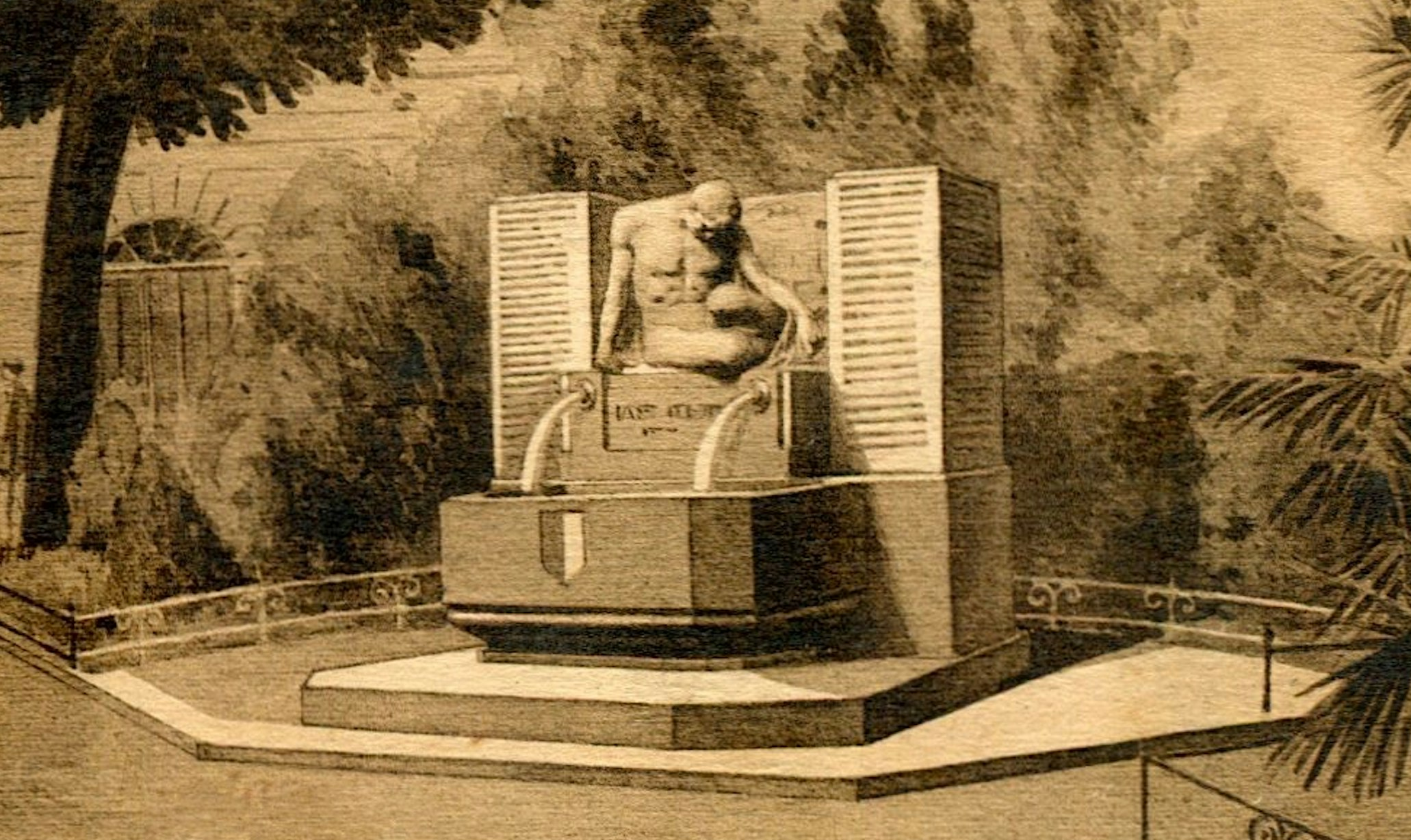
Das Denkmal im Jahr 1920

Nach amtlicher Statistik starben im Aktivdienst zwischen 1914 und 1919 2105 Schweizer Soldaten, von denen 121 aus dem Tessin stammten. Die meisten erlagen im Jahr 1918 der Spanischen Grippe.
Auf Initiative des Tessiner Pressevereins wurde der Bildhauer Apollonio Pessina mit der Schaffung eines Denkmals für die gestorbenen Soldaten betraut. Im Denkmalkomitee sassen nebst Vertretern der Presse auch Offiziere des Tessiner Regiments. Der Tessiner Staatsrat zahlte 500 Schweizer Franken, die Tessiner Offiziersgesellschaft (Società ticinese degli ufficiali) 200 Franken an die Errichtungskosten. Dank zahlreichen Spenden aus den Truppen konnten diese fast zur Gänze selbsttragend gedeckt werden. Der Gedenkbrunnen kam auf der Piazza Governo zu stehen. Auf zwei seitlichen Stelen waren die Namen der Gefallenen eingehauen.
Die Einweihung fand am Sonntag, 19. September 1920, bei Regenwetter statt. Um 8:45 Uhr besammelten sich die geladenen Gäste bei der Kaserne und begaben sich dann in einem Festzug, an dem eine «gewaltige Menge» teilnahm, zum Palazzo delle Orsoline und zum gegenüberstehenden Denkmal. Der Präsident des Komitees Giovanni Anastasi übergab es feierlich der Stadt Bellinzona. Als deren Vertreter nahm es Stadtpräsident Arnaldo Bolla dankend in Empfang. Sodann hielt auch der Staatsrat Carlo Maggini eine Ansprache. Krönender Abschluss war eine programmatische Rede des Bundespräsidenten Giuseppe Motta, in der er sich zur Neutralität der Schweiz und den Opfern der gestorbenen Soldaten äusserte:

«Unsere Krieger erlebten nicht einen Zustand fieberhaften Heroismus. Ihrer Aufgabe waren bescheidenere Ziele gesteckt. […] Sie starben nicht auf dem Felde oder im Schützengraben, sondern in Kantonnementen, Häusern und Spitälern. Vielleicht war ihnen auf dem Todesweg sogar die tröstliche Überzeugung versagt, daß das Opfer ihres Lebens ein notwendiges gewesen war. Und dennoch entsprang dieses Opfer einer höhern Notwendigkeit: Auch der Gedanke der immerwährenden Neutralität unseres Staatswesens mußte mit dem Martyrium seiner Opfer besiegelt werden.»

Um 11 Uhr wurde Motta im Bahnhofsbuffet ein Lunch offeriert.

### Erweiterung nach dem Zweiten Weltkrieg
Im Aktivdienst während des Zweiten Weltkriegs starben 140 bis 185 Tessiner Soldaten. Kurz nach Kriegsende 1945 erhielt Pessina den Auftrag, das Soldatendenkmal erheblich zu erweitern, um auch diese neuen Toten in das Gedenken mit einzubeziehen. Hierzu verschob man es an die Via Dogana. Dass auf einen öffentlichen Wettbewerb verzichtet wurde, sorgte in Teilen der Bevölkerung für Empörung.
Die Einweihung fand mit erheblichen Verzögerungen am Sonntag, 31. Oktober 1948, statt. Der Zufall wollte es, dass wie schon 1920 abermals ein Tessiner als Bundespräsident amtete: Enrico Celio reiste eigens zu den Feierlichkeiten an. Auch die Tessiner Staatsräte und Grossräte waren zugegen. Nebst den Hinterbliebenen der Gefallenen nahmen auch viele Soldaten an der Zeremonie teil, darunter hochrangige Militärs wie die Oberstkorpskommandanten Herbert Constam und Renzo Lardelli, die während des Weltkriegs die Gebirgstruppen geführt hatten, Oberstbrigadier Samuel Gonard und Oberst Demetrio Balestra, der Kommandant der Grenzbrigade 9. Der Bischof von Lugano Angelo Jelmini zelebrierte eine Messe und segnete das Denkmal.

## Beschreibung
Das Soldatendenkmal ist etwa 30 Meter lang und fast 4 Meter hoch. Es steht in der Altstadt von Bellinzona, vor der Stadtmauer an der Via Dogana, zwischen der Piazza Indipendenza und der Piazza Governo. In seiner heutigen Form bildet es ein monumentales, altarartiges Triptychon, als dessen Herzstück der mittig eingelassene Gedenkbrunnen von 1920 fungiert. Gewissermassen als Predella führt eine vierstufige Treppe zu ihm empor. Sein Becken, in das das Tessiner Wappen eingehauen ist, ist deutlich dunkler als das übrige Gestein, zumal Pessina 1920 hierfür noch Meride-Stein, für die Umfassungen 1948 hingegen Cresciano-Granit verwendete. Das bekrönende Hochrelief aus Carrara-Marmor zeigt einen sterbenden Soldaten, der der antiken Statue Sterbender Gallier nachempfunden ist. Auf der Plinthe steht die Inschrift:

«AI SUOI FIGLI
MORTI IN SERVIZIO DELLA PATRIA
IL TICINO RICONOSCENTE»

«Seinen Söhnen, die im Dienste des Vaterlands gestorben sind, das dankbare Tessin.»

Darunter sind die Jahreszahlen «1914» und «1919» vermerkt. Über dem Soldaten stehen die Verse des Tessiner Dichters Francesco Chiesa:

«PERCHÉ SICURI I FOCOLARI
LIBERA LA TERRA
SALVE LE VITE E IL PANE
ACCETTAMMO LA MORTE»

«Damit die heimischen Herde sicher, die Erde frei, die Leben und das Brot heil sind, haben wir den Tod akzeptiert.»

Die beiden seitlichen Reliefs stammen von 1948. Das linke trägt den Titel Educazione al lavoro («Bildung zur Arbeit, Ausbildung») und zeigt im Vordergrund einen knienden Handwerker, der einen neben ihm stehenden Adepten in der Arbeit unterweist. Im Hintergrund stehen zwei Bäuerinnen mit geschulterten Rückentragen und ein alter, aber noch kräftiger Landwirt bei der Traubenlese. Sie repräsentieren die Landwirtschaft. Das rechte Relief heisst Educazione morale («Moralische Bildung») und zeigt im Vordergrund eine Mutter mit zwei Kindern. Im Hintergrund stehen links ein Bauer mit einem Ochsen und rechts ein Arbeiter, der seinem älteren Meister das fertige Produkt zeigt.

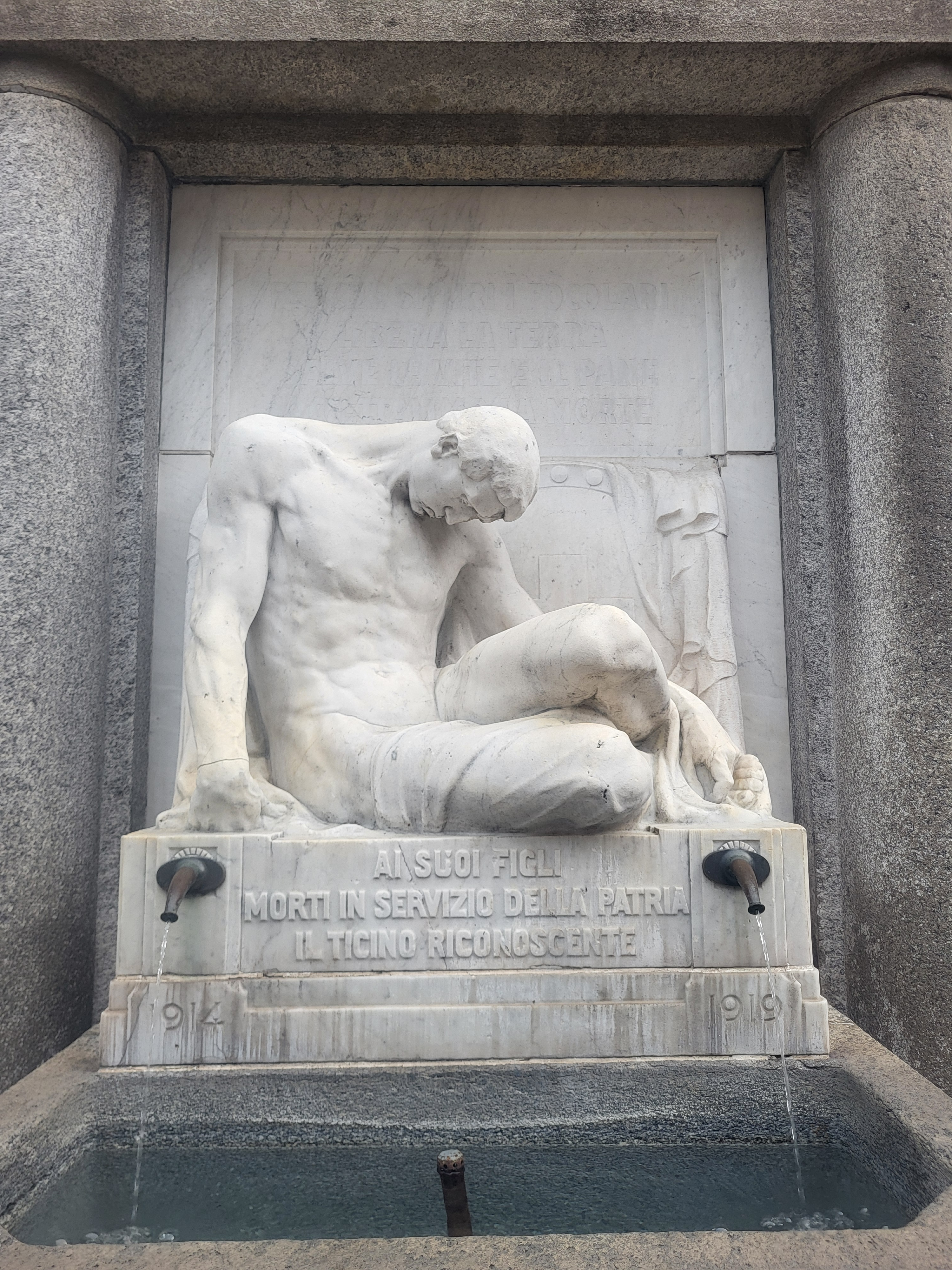
Sterbender Soldat, 1920
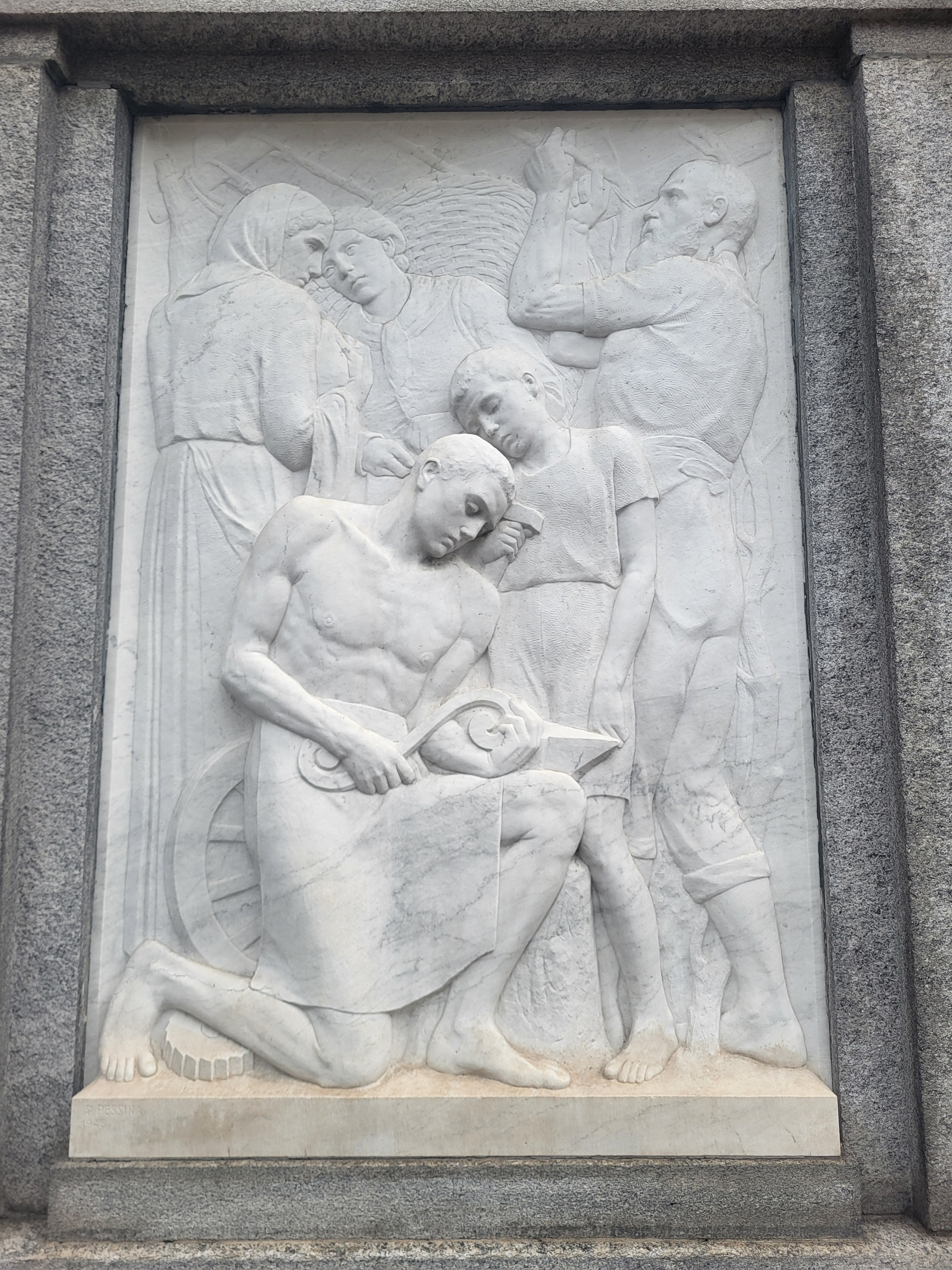
Ausbildung, 1948
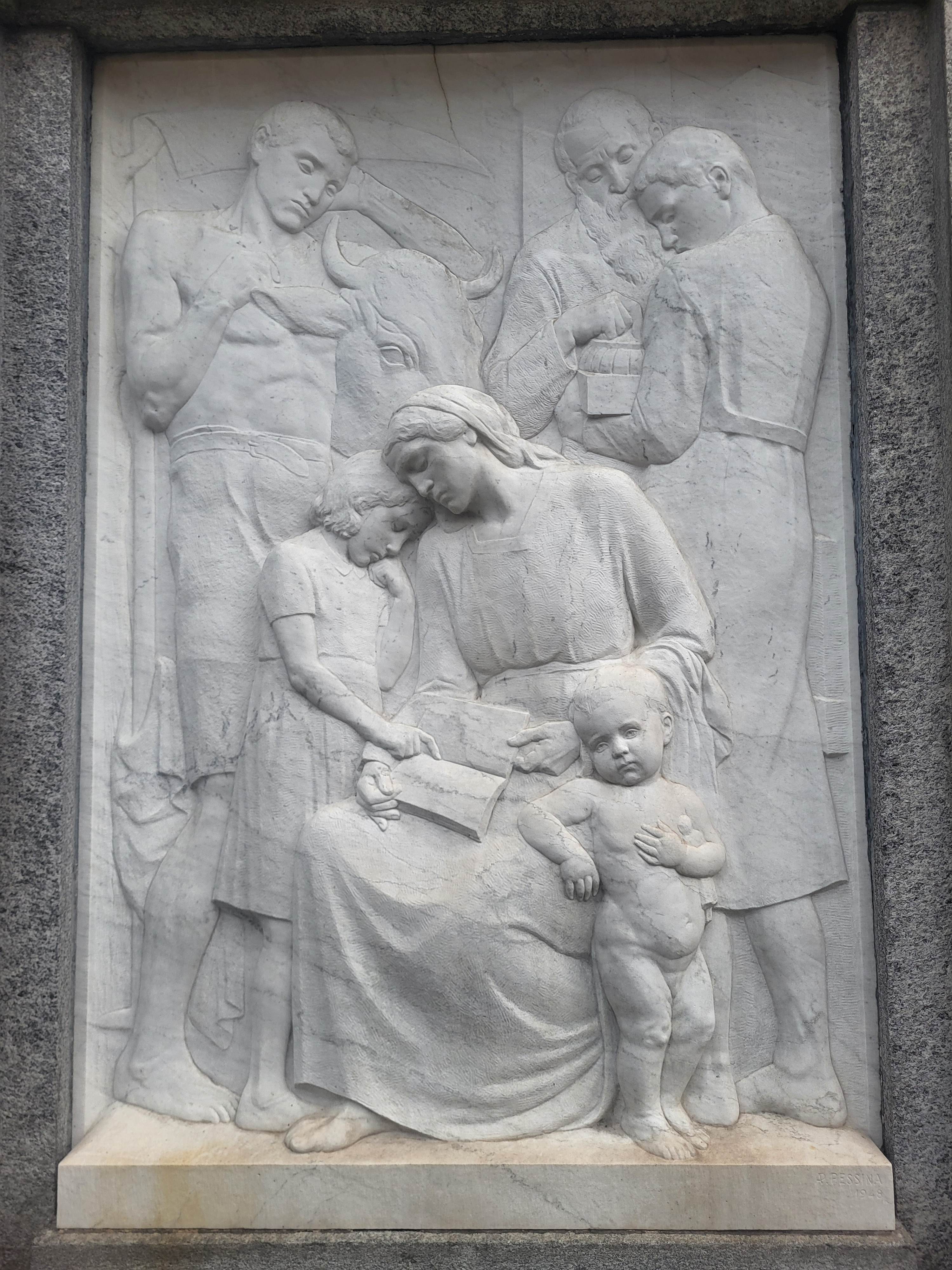
Moralische Bildung, 1948

## Deutung
Eine ausführliche Interpretation stammt von Lucia Pedrini-Stanga: Mit dem Rückbezug auf die Antike sei die Soldatenfigur der Gegenwart enthoben und werde zu einem allgemeinen Symbol moralischen Heldentums, durch den Verzicht auf Gewaltdarstellung zu einer Personifikation des Schmerzes und des Opfers. Pessina verzichte bewusst auf jegliches triumphales Gehabe, vielmehr atme das Monument den Geist der Schweizer Neutralität. Unter Einbezug der seitlichen Reliefs sei das Denkmal ein Emblem der Brüderlichkeit, der Solidarität, des Widerstands und des Stolzes des Volkes.